# Szekeres-Lukács Sándor
Szekeres-Lukács Sándor, szül. Szekeres Sándor (Erdőszentgyörgy, 1954. szeptember 15. –) erdélyi magyar jogász, jogi szakíró. 

## Életútja, munkássága
Erdőszentgyörgyön született, ugyanis szülei (anyja Fülöp Rozália, apja Szekeres Balázs) Bözödön dolgoztak, de szülei és felmenői Udvarhelyszék Felsősófalva településéről származnak. Még kétéves sem volt, amikor szülei visszaköltöztek Felsősófalvára, ezért az óvodát és az általános iskolát ott végezte el, majd 1969–1973 között Szovátán végezte el a középiskolát. Eddigi tanulmányait végig magyar nyelven végezte, ugyanis a környéken csak székely-magyarok éltek.
1977-ben házasságot kötött Hompoth Olgával, mely házasságból 1979-ben Szekeres Szabolcs Sándor fiuk, majd 1984-ben Szekeres Boróka Ágnes lányuk született. A sorkatonaság és a sikertelen egyetemi felvételizést követően 1977-ben kezdte meg a kolozsvári Babeș–Bolyai Tudományegyetem Jogi Karát, ahol a szaktantárgyakat román nyelven, egyéb tantárgyakat magyar nyelven tanulta. Az egyetem elvégzése után 1981-ben Csíksomlyóra került jogi előadói minőségben.  Csíkszeredában, majd Székelyudvarhelyre költöztek, ahol különböző jogi munkákat végzett. 
Később 1989 májusától Budapesten, Monoron, Kókán, majd ismét Budapesten dolgozott különböző jogászi beosztásokban (jogtanácsos, polgármesteri hivatali dolgozó, jegyző, minisztériumi és országgyűlési tisztviselő), majd 2018. március 20-tól nyugdíjas. Életéről a Sóvidék Televízióban Molnos Ferenc készített riportot, melyet a YouTube oldalon Székely Mózes nyomában címmel meg lehet hallgatni. Életéről Almási Tamás Dokumentumfilmet készített, Valahol otthon lenni címmel.
Az Erdélyi Körök Országos Szövetségének elnöke 2013 májusától.
Írói álnevei, szignói: Szekeres Lukács Sándor, Szekeres-Lukács Sándor, Sz. Lukács Sándor, SZLS.

## Kötetei
- Kodáros kincsei, Fejezetek Felsősófalva és a Székely-Sóvidék történelméből, Székelyudvarhely, 2002.
- Székely Mózes, Erdély székely fejedelme, Székelyudvarhely, 2007.
- Az erdélyi fejedelem udvari főszakácsmestere: Szakács Tudomány 1580-ból, Monor, 2018.
- Kodáros kincsei, Fejezetek Felsősófalva és a Székely-Sóvidék történelméből, Erdélyi Körök Országos Szövetsége, Monor, 2021.

## Kitüntetései
- Magyar Arany Érdemkereszt, 2020
- CÖF-CÖKA-CET Szellemi Honvédő 2021

## Egyéb írások, tanulmányok
- Gyűjtéstől az előadásig (Kolozsvári székely tánccsoport), Művelődés, Kolozsvár, 1980,
- Az tudománynak gyökere keserű, de gyümölcse gyönyörűséges, Hargita népe, 1981.
- A Bolyaiak utódja, Hargita népe, 1983.
- A magyar rovásírásról, Monori Strázsa, Monor, 1996.
- Székely Hadosztály, Monori Strázsa, Monor, 1998.
- Az elfeledett székely hadosztály, Átalvető, Szekszárd, 1999.
- Székely Mózes, az egyetlen székely fejedelem; Udvarhelyi híradó, Székelyudvarhely, 2003.
- Székely Mózes erdélyi fejedelem halálának 400. évfordulójára, Unitárius Élet, Budapest, 2003.
- Sófalva szétválása Alsó- és Felsősófalvára; Hazanéző, Korond, 2003.
- A sófalvi sókamara és a sóbánya az Erdélyi Fejedelemség idején, Hazanéző, Korond, 2004.
- A Székelyföld autonómiájáról,[1] 2005.
- A székely jogról - Megemlékezés a székely főtörvényszék felállításának és a székely perrendtartási kódex elfogadásának 450. évfordulójáról, Átalvető, Szekszárd, 2005.
- A székelység tulajdonáról; Sóvidék erdő- és legelőgazdálkodásáról, valamint a közbirtokosságról; Hazanéző, Korond, 2006.
- A székely jogról, Székelyföld folyóirat, Csíkszereda, 2006.
- Sóvidék a régi oklevelekben, Hazanéző, Korond, 2007.
- Székely Mózes Erdély székely fejedelme, Összegzés, Átalvető, Szekszárd, 2007.
- Hej, te bunkócska, te drága, Európai Idő, Sepsiszentgyörgy, 2008.
- Székely Mózes fejedelemre emlékeztünk a Székelyföldön, Unitárius Élet, Budapest, 2008.
- Székely Mózes fejedelemről az Unitárius Könyvesbolt könyvbemutatóján, Unitárius Élet, Budapest, 2008.
- Hunyadi Mátyás és a székelyek, Átalvető, Szekszárd, 2008.
- Székely Mózes Erdély székely fejedelme, Partium, Vásárosnamény, 2008.
- Hunyadi Mátyás és a székelyek, Székelyföld folyóirat, Csíkszereda, 2008.
- Erdély székely fejedelme: Székely Mózes, Honlevél, Budapest, 2009.
- A Székely Hadosztály és a sóvidéki lázadás 1919. tavaszán, Átalvető, Szekszárd, 2009.
- A sóvidéki lázadás 1919. tavaszán (1919. március 29. – április 6), Székelyföld folyóirat, Csíkszereda, 2009.
- Hunyadi Mátyás és a székelyek, Hazanéző, Korond, 2009.
- II. János király élete és kora, Átalvető, Szekszárd, 2010.
- Kóka és kókálni szavak értelmezéséről Gyergyói Kisújság, Gyergyószentmiklós, 2010.; https://e-nyelvmagazin.hu/2013/01/04/koka-es-kokalni/
- A sóvidéki lázadás 1919 tavaszán; Hazanéző, Korond, 2011.
- Székelyföldi solymárok; Hazanéző, Korond, 2011.
- Felsősófalva rovásírásos leleteiről; Hazanéző, Korond, 2012.
- A sóvidéki lázadás 1919 tavaszán, Sóvidék, 2012.
- Rovásírásos múltunk feltárása; Erdélyi Toll, Székelyudvarhely, 2012.
- Ifjúkori találkozásaim Nyirő Józseffel; Átalvető, Szekszárd, 2012.
- A 100 éves Tamás Ilonka néni köszöntése; Átalvető, Szekszárd, 2012.
- Felhívás Székely Mózes fejedelem emlékének megőrzésére, Átalvető 2013.,
- Hunyadi Mátyás és a székelyek, Átalvető, Szekszárd, 2013.
- Szoboravatás augusztus 25-én Székely Mózes erdélyi fejedelem tiszteletére Felsősófalván; Átalvető, Szekszárd, 2013.
- Egy székely ember a tudományról és a helytállásról; Átalvető, Szekszárd, 2013.
- Bethlen Gábor és Székely Mózes barátságáról, Átalvető, Szekszárd, 2014.
- Az Erdélyi Körök Országos Szövetségének (EKOSZ) állásfoglalása a Székely Mikó-kollégium ügyében, Átalvető, Szekszárd, 2014.
- Az első magyar szakácskönyvről, Átalvető, Szekszárd, 2015.
- Kodáros vára és mondája, Átalvető, Szekszárd, 2016
- A székely nemzet sójáról, a sófalvi sóbányáról és sókamaráról, Átalvető, Szekszárd, 2016.
- Székelykaput avattak Felsősófalván, Átalvető, Szekszárd, 2016.
- A székely nemzet sójáról, a sófalvi sóbányáról és sókamaráról, Átalvető, Szekszárd, 2016,
- Felsősófalva rovásírásos leleteiről és a magyar rovásírásról, Átalvető, Szekszárd, 2017.
- 450 évvel ezelőtt született meg a világ első, vallásszabadságról szóló törvénye Erdélyben, a tordai országgyűlésen, Átalvető, Szekszárd, 2018.
- Siker az őshonos európai nemzeti közösségek ügyében, Átalvető, Szekszárd, 2018.
- Néhány gondolat az első magyar szakácskönyvről, Átalvető, Szekszárd, 2018.
- Megemlékezés Ferencz Vilmosról, Átalvető, Szekszárd, 2018.
- In memoriam Dr. Pákh Sándor Csaba, Átalvető, Szekszárd, 2018.
- Siker az őshonos európai nemzeti közösségek ügyében, Átalvető, Szekszárd, 2018.
- Megemlékezés Ferencz Vilmosról, Átalvető, Szekszárd, 2018
- Magyar Arany Érdemkereszt kitüntetésben részesült Dr. Úry Előd, Átalvető, Szekszárd, 2019.
- Az EKOSZ 2019-évi egyik legnagyobb rendezvényéről, a felsősófalvi Székely Katonalegény Fesztiválról, Átalvető, Monor, 2021.
- Kisebbségvédelmi csomag, Átalvető, Monor, 2021.
- Makovecz-templom Budapesten, Átalvető, Monor, 2021.
- Megemlékezés Monoron, Magyar szórvány napja, Átalvető, Monor, 2021.
- Dr. Orbán Csaba kitüntetése, Átalvető, Monor, 2022.
- Kós Károly szobrának avatása Nagyatádon 2022. március 26-án, Átalvető, Monor, 2022.
- Emlékeim Tamási Áron temetéséről, Átalvető, Monor, 2022.
- Bethlen Gábor szobor Gyulafehérváron, Átalvető, Monor, 2022.
- Ünnepi megemlékezés a Székely Himnusz zeneszerzőjéről, Átalvető, Monor, 2022.
- Székely Autonómia Napja Monoron, Átalvető, Monor, 2022.